# Calocybe ionides
Calocybe ionides (Bull.) Donk, Nova Hedwigia, Beih. 5: 43 (1962).
La Calocybe ionides è un fungo abbastanza raro e mediamente piccolo ma di facile riconoscibilità, per via del colore violetto sul cappello e sul gambo, in netto contrasto con le lamelle bianche (o biancastre).

## Descrizione

### Cappello
Asciutto e violetto più o meno stinto per l'età, diametro 20–50 mm, dal margine abbastanza regolare mai pienamente disteso

### Lamelle
Biancastre, adnate, fitte, occasionalmente decorrenti per un tratto brevissimo, con margine più o meno fessurato.

### Gambo
Medio-corto (30-40 x 4–5 mm), fibroso, tendenzialmente attenuato all'apice è ornato da fibrille longitudinali concolari al cappello.

### Carne
Di scarso spessore, bianca o biancastra.
- Odore: di farina oppure di "pasta di pane".
- Sapore: analogo.

### Caratteri microscopici
Sporebianche in massa (fungo leucosporeo), ellissoidali, 5-6 x 2,5-3,5 µm.
Basidicarminofili.

## Distribuzione e habitat
Fungo autunnale che predilige luoghi umidi, in boschi misti di latifoglia, ma non disdegna le conifere.

## Commestibilità
Non commestibile e comunque da non raccogliere, data la sua rarità.

## Tassonomia

### Sinonimi e binomi obsoleti
- Agaricus ionides (Bull.)
- Calocybe ionides (Bull.) Kühner (1938)
- Lyophyllum ionides (Bull.) Kühner & Romagn. (1953)
- Melanoleuca ionides (Bull.) Fr. (1914)
- Rugosomyces ionides (Bull.) Bon (1991)
- Tricholoma ionides (Bull.) P. Kumm. (1871)

## Nomi comuni
- (EN)  Violet Domecap